# Kanton Rennes-le-Blosne
Kanton Rennes-le-Blosne (francouzsky Canton de Rennes-le-Blosne) je francouzský kanton v departementu Ille-et-Vilaine v regionu Bretaň. Tvoří ho pouze jižní část města Rennes.